# Нилуттиярви
Нилуттиярви — пресноводное озеро на территории Кестеньгского сельского поселения Лоухского района Республики Карелии и сельского поселения Алакуртти Кандалакшского района Мурманской области.

## Общие сведения
Площадь озера — 1,8 км². Располагается на высоте 253,0 метров над уровнем моря.
Форма озера продолговатая: оно более чем на пять километров вытянуто с севера на юг. Берега изрезанные, каменисто-песчаные, преимущественно возвышенные, скалистые.
Через Нилуттиярви течёт река Вуоснайоки, впадающая в реку Кутсайоки, которая, в свою очередь, впадает в реку Тумчу. Ниже по течению расположено озеро Аухтиярви, выше по течению — озеро Юрхямяярви.
Вдоль западного берега озера проходит просёлочная дорога.
Населённые пункты вблизи водоёма отсутствуют.
Код объекта в государственном водном реестре — 02020000511102000001199.